# Adrian Tam

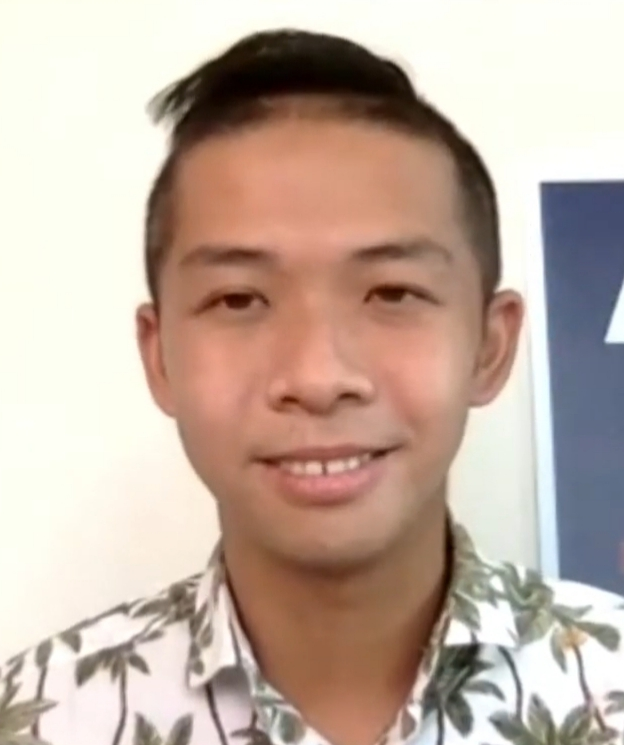
Adrian Tam, 2020

Adrian Tam (* 11. September 1992 in Honolulu) ist ein US-amerikanischer Politiker der Demokratischen Partei.

## Leben
Tam studierte nach dem Besuch der Kalani High School Geschichte an der Pennsylvania State University. Nach dem Universitätsstudium arbeitete er, als er nach Hawaii zurückkehrte, im Immobilienunternehmen seines Vaters. Am 6. November 2020 gelang Tam der Einzug als Abgeordneter in das Repräsentantenhaus von Hawaii. Er ist der erste bei seiner Wahl geoutete homosexuelle Abgeordnete im Repräsentantenhaus von Hawaii.